# دوري غوادلوب لكرة القدم 2017-18
دوري غوادلوب لكرة القدم 2017-18 هو الموسم 64 من دوري غوادلوب لكرة القدم. كان عدد الأندية المشاركة فيه 14، وفاز فيه CS Moulien ‏.